# The Church Within Records
The Church Within Records est un label discographique allemand de doom metal, basé à Lohne, Basse-Saxe.

## Histoire
Oliver Richling, qui est actif sur la scène doom metal en tant qu'auteur et photographe de fanzine depuis les années 1990, dirige une entreprise de vente par correspondance pour les amateurs de doom metal avant la création du label. Pendant ce temps, des groupes de musique  le contactent et lui font sentir qu'il pourrait créer un label. Il fonde The Church Within Records en 2006. Le nom s'inspire du titre d'un album de The Obsessed. La première publication est le single Pluperfect d'Against Nature, un projet parallèle du groupe Revelation.
Avec des publications de groupes tels que Orchid et Lord Vicar, le label se forge une réputation dans les années suivantes comme une entreprise dont le nom serait « synonyme de qualité » dans le genre.
Le label ne semble plus donner signe de vie depuis 2020, un post Facebook de Thronehammer spécifiant avoir annoncé sa décision de se séparer du label qui n'a donné aucune réponse en retour.

## Groupes
Les groupes ayant signé au label incluent notamment : Beelzefuzz, Lord Vicar, Mannhai, Mirror of Deception, Orchid, Revelation, Saint Vitus, Serpent Venom (de) et Thronehammer.